# Giuffria
Giuffria fue una banda estadounidense de rock formada en Washington D. C. en 1982 por Gregg Giuffria. Sin embargo, Giuffria no logró mayor éxito y se desintegró en 1988, alcanzando solamente un hit importante: "Call to the Heart", n.º 15 en Billboard Hot 100 en 1984.

## Historia
Giuffria se formó a comienzos de los años ochenta, por el tecladista Gregg Giuffria, el vocalista David Glen Eisley, el guitarrista Craig Goldy, el bajista Chuck Wright y el baterista Alan Krigger. Firmaron con MCA Records en 1984. Su álbum debut produjo el sencillo "Call to the Heart", que alcanzó la posición #26 en el Billboard 200.
Su siguiente trabajo, Silk + Steel, vino dos años después, seguido de algunos cambios en la alineación (se fueron Goldy y Wright, llegaron Lanny Cordola y David Sikes). Sin embargo, este trabajo no fue bien recibido por la crítica, ni tuvo buena posición en los charts, por lo que MCA Records decidió retirarles el apoyo, lo que ocasionó la ruptura definitiva de la banda.
Gregg Giuffria formó luego otra banda llamada House of Lords.

## Discografía
Álbumes de estudio
- 1984: Giuffria (MCA)
- 1986: Silk and Steel (MCA)

Sencillos
| Año  | Canción                                                 | Catálogo                   | Billboard Hot 100 | Álbum          |
| ---- | ------------------------------------------------------- | -------------------------- | ----------------- | -------------- |
| 1984 | Call To The Heart / Out of the Blue                     | MCA 52497                  | 15                | Giuffria       |
| 1984 | Call To The Heart (Versión Extendida) / Out of the Blue | MCA T935                   | -                 | Giuffria       |
| 1984 | Do Me Right                                             | MCA 4360 (Promoción U.S.A) | -                 | Giuffria       |
| 1985 | Lonely in Love / Do Me Right                            | MCA 52558                  | 57                | Giuffria       |
| 1986 | I Must Be Dreaming / Tell It Like It Is                 | MCA 52794                  | 52                | Silk and Steel |
| 1986 | Heartache / Love You Forever                            | MCA 52882                  | -                 | Silk and Steel |